# Sétima menor

Em música sétima menor é um intervalo que se refere a uma sétima de 5 tons inteiros ou 10 semitons (de forma ascendente).

## Funcionalidade
A sétima nota de uma escala diatônica cria uma relação intervalar em relação a tônica de sétima maior ou sétima menor. Em um intervalo melódico, esta relação só pode ser estabelecida se existir a tônica (em relação de 10 semitons para menor e 11 para maior). Harmonicamente, o que é mais usual, as sétimas são, na progressão de terças formadas sobre a tônica, o terceiro intervalo, podendo ser também, maior ou menor. Para ser claro: seria a quarta nota de um acorde de quatro ou mais sons distintos. Os acordes usualmente formam-se por terças, sendo a primeira entre a tônica e a mediante, a segunda entre a mediante e a dominante, e a terceira entre a dominante e a sensível. A relação intervalar destas terças determinarão se o acorde é maior, menor, diminuto, aumentado, com sétima maior ou com sétima menor.
Este sistema de analise harmónica dos intervalos mostra-se claro quando se cifra um acorde.

### Exemplos
São 3 tipos de Acordes menores  com sétima, são:
T b3 5 7 
T b3 5 7M
T b3 b5 b7
1. Exemplo de cifra de um acorde de sétima menor cuja tônica é sol:
- G7 = sol maior com sétima menor

(note-se que quando a sétima é menor, se cifra somente como 7)
2. Exemplos de intervalos melódicos de sétima menor:
- dó - si b
- fá# - mi
- lá - sol
- fá - mi b

(note-se que a sétima menor sempre está um tom antes da tônica, porque a sétima é o último intervalo antes da oitava justa, onde a tônica se repete).
3. Exemplo de cifra de um intervalo de sétima menor em relação a tônica lá:
- Am7 = lá menor com sétima

4. Exemplos de acordes (detalhados) com sétima maior e menor:
- Dó maior com sétima menor = dó - mi - sol - si♭ = C7
- Sol menor com sétima menor = sol - si♭ - ré - fá = Gm7
- Fá sustenido menor com sétima menor = fá# - lá - dó# - mi = F#m7
- Dó menor com sétima maior = dó - mi♭ - sol - si = Cm7M
- Lá maior com sétima maior = lá - dó# - mi - sol# = A7M
- Ré maior com sétima maior = ré - fá# - lá - dó# = D7M
- Sí menor com sétima maior= sí - ré -  fá# - lá# = Bm7M